# Ivo Prodan
Ivo Prodan (Janjina, Pelješac, 31. prosinca 1852. – Zadar, 11. ožujka 1933.), rimokatolički prezbiter, hrvatski pravaški političar, književnik i novinar, rodio se u Janjini 10. prosinca 1852. godine, a umro od upale pluća, 9. ožujka 1933. godine u Zadru. Pokopan je 11. ožujka 1933. godine u groblju samostana sv. Pavla na otočiću Galovcu, nedaleko od svojega životnog djela, svoje tiskare.

## Životopis
Pučku školu završio je u Janjini, gimnaziju u Dubrovniku, a studij bogoslovije u Zadru. 5. studenoga 1876. godine zaređen je za prezbitera, a zaredio ga je biskup Ivan Zaffron. Mladu misu je odslužio u Janjini. Gotovo šest desetljeća don Ivo Prodan je živio i radio u Zadru, glavnom gradu tadašnje austrijske pokrajine Kraljevine Dalmacije. O njegovu radu i djelovanju u Zadru dovoljno govori činjenica da je njegovo poprsje postavljeno u Perivoju Gospe od zdravlja u Zadru.
Iznimna je osoba u dalmatinskoj pa i općehrvatskoj politici druge polovice 19. i u prva dva desetljeća 20. stoljeća. Iznimna po tome što on od svih dalmatinskih političara prvi javno prihvaća i širi pravašku misao i za sebe otvoreno tvrdi da je starčevićanac. Prihvativši pravaštvo kao svoje temeljno političko uvjerenje i stupivši vrlo mlad na dalmatinsku političku scenu, Prodan odmah pohrvaćuje svećeničko glasilo Katoličku Dalmaciju, čiji je urednik bio; nabavlja, utemeljuje i otvara Katoličku hrvatsku tiskarnu; pokreće i tiska brojna hrvatska pravaška glasila, brošure i knjige; zalaže se za uporabu glagoljice u crkvenom bogoslužju; piše i objavljuje svoj vjersko-politički program; neustrašivo se bori za vjeru i domovinu, "Boga i Hrvatsku"; okuplja pojedine pravaše i formira prvu dalmatinsku pravašku skupinu te, zagovarajući stalno jedinstvo i samostalnost hrvatske nacije i države na temelju prirodnog i povijesnog hrvatskoga državnog prava, radi na ujedinjenju svih pravaša i osnutku Stranke prava (poslije Čiste stranke prava) u Dalmaciji, suprotstavljajući se odlučno svakomu autonomaštvu, srpstvu, nijemstvu u Dalmaciji i drugim hrvatskim zemljama te politici novoga kursa i stvaranju zajedničke jugoslavenske države.
U tim teškim političkim borbama, previranjima i trvenjima - kad su mnogi nastojali rastočiti hrvatsko nacionalno biće, raskomadati i prigrabiti hrvatski državni teritorij - don Ivo Prodan, u borbi za narodno jedinstvo te cjelovitu i samostalnu Hrvatsku, ujedinjuje dalmatinske pravaše i postaje njihov istaknut vođa i zastupnik u Dalmatinskom saboru u Zadru i Carevinskom vijeću u Beču. U obje skupštine on je razvio veoma značajnu političku i parlamentarnu djelatnost, zalažući se stalno za nacionalne, socijalne, gospodarske i političke interese hrvatskog naroda, a posebice za ujedinjenje i samostalnost hrvatske države, što je bila i ostala trajna i nepromjenjiva konstanta njegove ukupne politike.
Međutim prije kraja jedne velike životne borbe, nakon Prvoga svjetskog rata, kada je Zadar pripao Italiji, nastupaju teški dani za Prodana. Tiskaru je morao prebaciti u Preko na Ugljanu, odakle je i dalje djelovao svojim radom (1925. – 1929.). 26. lipnja 1930. tiskaru je Prodan prodao franjevcima Samostana sv. Pavla na Galevcu, gdje je radila još deset godina. Tijekom Drugoga svjetskog rata Titovi partizani su ju dokrajčili, a njezine ostatke i danas pomno čuvaju fratri glagoljaši na Galevcu.
Unatoč svemu tomu o njemu - za razliku od vodećih dalmatinskih narodnjaka i pravaša, osobito Mihe Klaića, don Mihovila Pavlinovića, Ante Trumbića i Frana Supila, o kojima se pisalo podosta - hrvatska historiografija do nedavno nije kazala gotovo ništa. Tek tu i tamo, sporadično, u nekim radovima i knjigama, gdje je to bilo nezaobilazno, spominjalo se i njegovo ime, i to uglavnom u negativnu nacionalističkom duhu. Razloga tomu ima više, a najčešće se radilo o hotimičnom prešućivanju, nepoznavanju njegova ukupnog djela i uloge u dalmatinskoj i općehrvatskoj politici, ali bilo je i tendencioznog pisanja onih pojedinaca kojima se Prodanovo domoljublje i borba za hrvatsku državnost i neovisnost nikako nisu dopadali, pa su ga hotimice prikazivali kao najvećega hrvatskog nacionalista, šovinista, klerikalca, "srboždera" i "ultramontanca", čije ideje o hrvatskoj samostalnosti je, navodno, vrijeme već davno pregazilo. Što, naravno, nije točno, o čemu ponajbolje svjedoči danas jedinstvena hrvatska nacija i potpuno samostalna hrvatska država, jer on je bio i ostao jedan od najvećih hrvatskih domoljuba i boraca za jedinstvenu i samostalnu Hrvatsku, iako je formalno prihvaćao kralja i priznavao vladajuću dinastiju Habsburgovaca.
Od 1892. do 1920. uređivao je Hrvatsku krunu, glavno pravaško glasilo u Dalmaciji, povremenik Hrvatska: Bogu i Hrvatskoj, polutjednik Hrvatska: Bog i domovina i Katoličku Dalmaciju.
Porijeklom je iz Zagvozda kod Imotskog, gdje su mu rođeni roditelji. Rođak je pjesnika Danijela Prodana i generala Ive Prodana, koji je dobio ime prema don Ivi Prodanu.